# Edward Arthur Milne

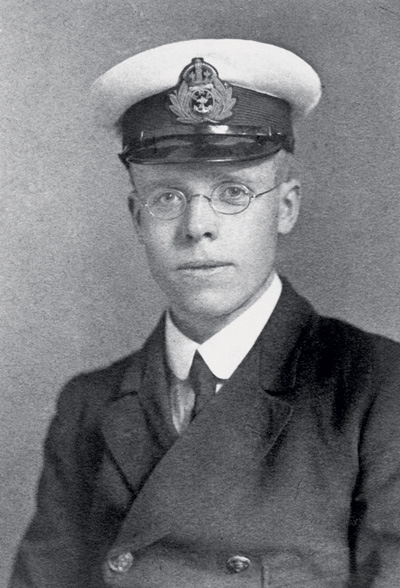
Edward Arthur Milne im Jahr 1917

Edward Arthur Milne (* 14. Februar 1896 in Hull, Yorkshire; † 21. September 1950 in Dublin) war ein englischer Mathematiker und Astrophysiker.

## Leben und Werk
Er studierte am Trinity College (Cambridge), wo er auch von 1919 bis 1925 Fellow war. 1924–1928 war er Professor für Angewandte Mathematik an der Victoria University (Manchester). 1935 wurde er mit der Goldmedaille der Royal Astronomical Society ausgezeichnet. 1941 wurde ihm die Royal Medal der Royal Society verliehen. 1943 bis 1945 war er Präsident der Royal Astronomical Society. Nach Milne sind ein Mondkrater und ein Asteroid benannt.
Milne entwickelte eine Theorie des expandierenden Universums, indem er nur die spezielle Relativitätstheorie benutzte. Dabei ging er von der Homogenität und Isotropie des Universums aus, wonach für jeden Beobachter das Universum im Mittel gleich erscheint. 1933 formulierte er dies explizit als Kosmologisches Prinzip.
Aufgrund der faktischen Einzigartigkeit unseres Universums übte Milne methodische Kritik an der Allgemeinen Relativitätstheorie, da diese eine große Anzahl von kosmologischen Modellen zulässt. In der relativistischen Physik wird von lokalen Gesetzen, die in der Laborphysik festgestellt werden, auf das globale Ganze des Universums geschlossen, indem nach den geeigneten Anfangs- und Randbedingungen gefragt wird. Nach Milne muss aber von unserem einzigartigen, faktischen Universum ausgegangen werden, um durch deduktive Ableitung die lokalen Gesetze zu gewinnen. Deshalb kann nach Milne eine kosmologische Theorie nur mit einem einzigen Modell vereinbar sein. Ein solches Modell ist auch leichter falsifizierbar, während allgemein-relativistische Modelle letztlich nicht einmal falsifizierbar sind, da sie mit den lokalen Gesetzen übereinstimmen (was durch wiederholbare Laborexperimente beliebig oft bestätigt werden kann), eine experimentelle Überprüfung im kosmologischen Rahmen aber aufgrund der Einzigartigkeit des Universums nicht möglich ist, da es ist nicht beliebig oft im Labor präparierbar ist.

## Mitgliedschaft
Seit 1926 war Milne Mitglied der Royal Society. 1947 wurde er in die American Academy of Arts and Sciences gewählt.

## Werke
- Thermodynamics of the Stars (1930)
- The White Dwarf Stars (1932)
- Relativity, Gravitation and World-Structure (1935)
- Kinematic Relativity (1948)
- Modern Cosmology and the Christian Idea of God (1952)